# لین (میزوری)
لین (به انگلیسی: Linn) یک شهر در ایالات متحده آمریکا است که در شهرستان اوسیج، میزوری واقع شده‌است. لین ۳٫۰۳ کیلومتر مربع مساحت و ۱٬۴۵۹ نفر جمعیت دارد و ۲۵۸ متر بالاتر از سطح دریا واقع شده‌است.